# The Passionate Friends
The Passionate Friends is een Britse dramafilm uit 1949 onder regie van David Lean. Destijds werd de film in Nederland uitgebracht onder de titel De grote passie.

## Verhaal
Mary Justin ontmoet haar jeugdliefde Steve Stratton opnieuw in het naoorlogse Londen. Inmiddels is ze echter een verstandshuwelijk aangegaan met een bankier. Ze gaan elk hun eigen weg, maar treffen elkaar later in Zwitserland.

## Rolverdeling
| Acteur           | Personage          |
| ---------------- | ------------------ |
| Ann Todd         | Mary Justin        |
| Claude Rains     | Howard Justin      |
| Trevor Howard    | Steven Stratton    |
| Betty Ann Davies | Joan Layton        |
| Isabel Dean      | Pat Stratton       |
| Arthur Howard    | Smith              |
| Guido Lorraine   | Hoteleigenaar      |
| Marcel Poncin    | Portier            |
| Natasha Sokolova | Kamermeid          |
| Hélène Burls     | Bloemenmeisje      |
| Jean Serret      | Emigratieambtenaar |
| Frances Waring   | Werkster           |
| Wenda Rogerson   | Bridgespeler       |
| Helen Piers      | Vrouw              |
| Ina Pelly        | Vrouw              |